# Mike Bell
Michael R. Bell, conegut com a Mike Bell   (Los Angeles, 8 d'agost de 1957 - 25 de gener de 2021), fou un pilot professional de motocròs nord-americà. Va competir als Campionats AMA entre el 1976 i el 1983, sempre amb l'equip oficial de Yamaha, i en va guanyar un títol de supercross, concretament el de 250cc de 1980. A banda, el 1977 va guanyar el Campionat del Món de motocròs quatre temps, una cursa anual que se celebrava aleshores al circuit de Glen Helen. El 2001 va ser incorporat a l'AMA Motorcycle Hall of Fame.
Mike Bell va haver de posar fi a la seva carrera el 1983 a causa de les lesions, especialment per problemes de genoll. Un cop sotmès a cirurgia, amb el genoll restablert, va començar a anar en bicicleta per a recuperar forces. Aviat va passar a competir en bicicleta de muntanya. El gener del 2021, Mike Bell es va morir a 63 anys d'un atac de cor mentre anava en bicicleta prop de casa seva.

## Palmarès
Títols per any
| Any  | Equip   | Campionat               | Classe |
| ---- | ------- | ----------------------- | ------ |
| 1977 | Yamaha? | Campionat del món de 4T | -      |
|      |         |                         |        |
| 1980 | Yamaha  | AMA Supercross          | 250cc  |